# Vattelluttu
O vattelluttu (em tâmil:  வட்டெழுத்து, vaṭṭeḻuttu, pronúncia [ʋəʈːeɻʉt̪ːʉ]; em malaiala:  വട്ടെഴുത്ത്, vaṭṭeḻuttŭ) foi um sistema de escrita abugida presente no sul da Índia e no Sri Lanka, na segunda metade do primeiro milênio d.C.. O vattelluttu foi usado para a escrita de várias formas da língua tâmil na região dos Pandias e Cheras até o século IX, após veio a ser substituído pela atual escrita tâmil em todos os lugares, exceto em Querala.
Sabe-se que o tâmil foi popularizado no século X. A escrita grantha – anteriormente usada para escrever sânscrito no sul da Índia – evoluiu para a moderna escrita malaiala em Querala. Derivado do tâmil-brahmi, o vattelluttu foi desenvolvido no sul da Índia e amplamente usado para escrever várias formas de tâmil e malaiala. As inscrições cavernícolas antigas descobertas no território indiano, na língua tâmil-brahmi, forneceram alguns dos elos de ligação entre o brahmi e o vattelluttu.
O vattelluttu é atestado desde o século VI d.C.. O mesmo foi adotado pelos cheras no século IX. As epígrafes do velho malaiala são compostas principalmente em vattelluttu. Após o período Kodungallur Chera (século XII), ele continuou evoluindo e gradualmente se desenvolveu como "kolezhuttu". O uso do mesmo – embora de forma decadente – continuou entre certas classes em Querala, especialmente muçulmanos e cristãos até o século XIX. Habitantes de Kuccaveli, localizado ao norte de Trincomalee, usaram o vattelluttu entre os séculos X e XIII d.C., atestado em inscrições rupestres encontradas no território.

## Caracteres
O vattelluttu era constituído de 21 caracteres que, juntamente com o tâmil, sofreu diversas variações conforme o tempo. Veja a seguir sua forma de escrita.
| |  |  |
| Na esquerda: Tabela mostrando a evolução do tâmil e do vattelluttu (o mais primórdio fica perto do centro e sua evolução segue em direção aos lados); O tâmil-brahmi está na coluna central, o vattelluttu está à esquerda e o tâmil está à direita. Na direita: Caracteres usados em vattelluttu. |  |  |